# Barcikowo (Dobre Miasto)
Barcikowo (deutsch Battatron) ist ein Ort in der polnischen Woiwodschaft Ermland-Masuren. Er gehört zur Stadt-und-Land-Gemeinde Dobre Miasto (Guttstadt) im Powiat Olsztyński (Kreis Allenstein).

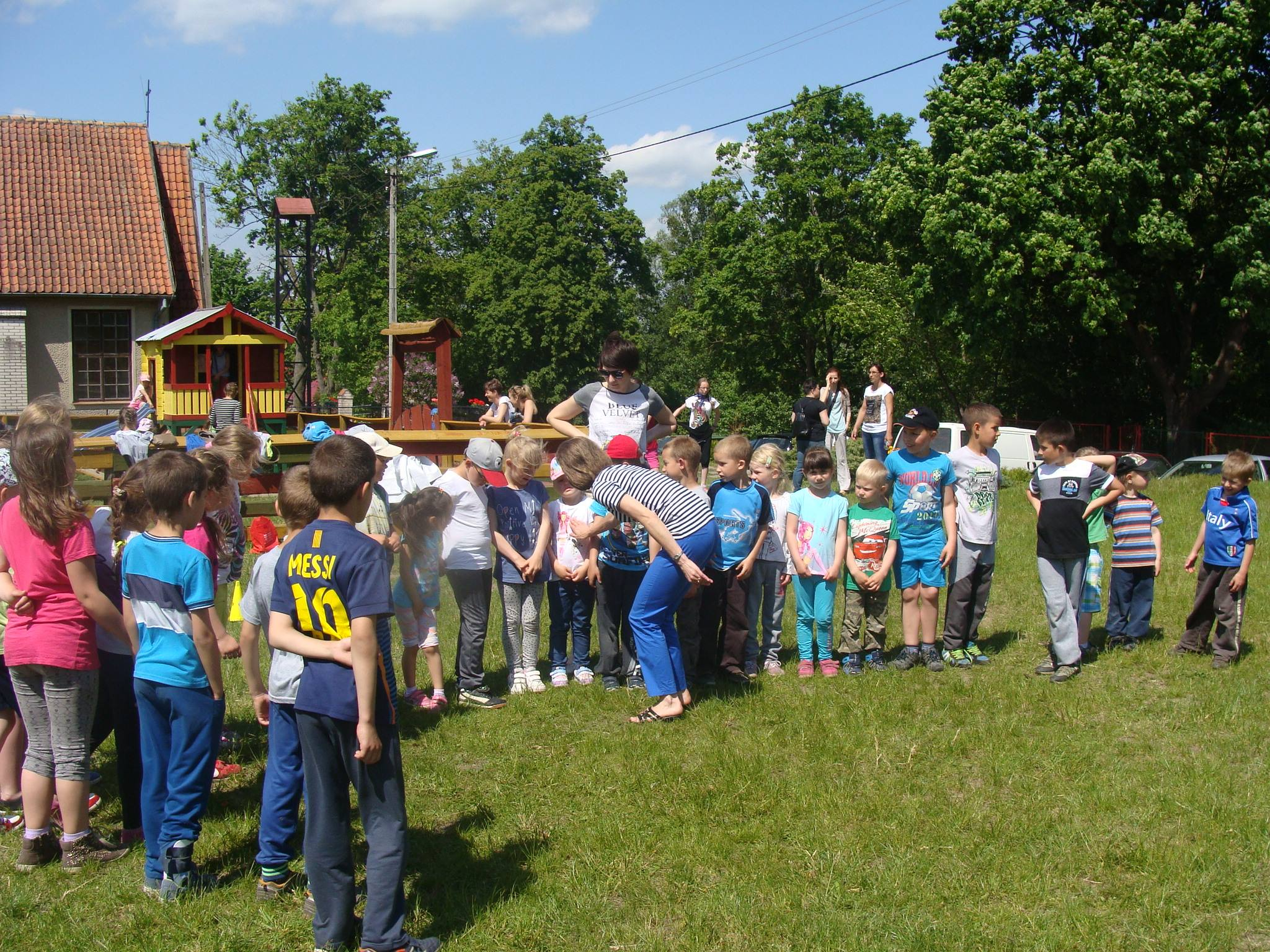
„Kids' Day“ der Grundschule in Barcikowo, 2015

## Geographische Lage
Barcikowo liegt in der nordwestlichen Woiwodschaft Ermland-Masuren, 23 Kilometer südwestlich der früheren Kreisstadt Heilsberg (polnisch Lidzbark Warmiński) bzw. 18 Kilometer nördlich der heutigen Kreismetropole und auch Woiwodschaftshauptstadt Olsztyn (deutsch Allenstein).

## Geschichte
Das seinerzeit Battatron genannte Dorf wurde 1874 als Landgemeinde in den neu errichteten Amtsbezirk Guttstadt (polnisch Dobre Miasto) im ostpreußischen Kreis Heilsberg, Regierungsbezirk Königsberg, aufgenommen.
Battatron zählte im Jahre 1910 329 Einwohner. Zugehörig waren die Nachbarorte Klutkenmühle (polnisch Kłódka) und Ludwigsmühle (Ludwikowo). 340 Einwohner waren in Battatron im Jahre 1933, und 327 im Jahre 1939 notiert.
Mit dem gesamten südlichen Ostpreußen kam Battatron 1945 in Kriegsfolge zu Polen. Das Dorf erhielt die polnische Namensform „Barcikowo“ und ist heute eine Ortschaft im Verbund der Gmina Dobre Miasto (Stadt-und-Land-Gemeinde Guttstadt) im Powiat Olsztyński (Kreis Allenstein), von 1975 bis 1998 der Woiwodschaft Olsztyn, seither der Woiwodschaft Ermland-Masuren zugeordnet. Im Jahre 2021 zählte Barcikowo 359 Einwohner.

## Religion
Barcikowo gehört heute wie Battatron bereits vor 1945 zur römisch-katholischen Pfarrei in Dobre Miasto (Guttstadt), jetzt im Erzbistum Ermland gelegen.
Bis 1945 war Battatron außerdem in die damalige evangelische Kirche Guttstadt in der Kirchenprovinz Ostpreußen der Kirche der Altpreußischen Union eingepfarrt. Heute ist Barcikowo in die Diözese Masuren der Evangelisch-Augsburgischen Kirche in Polen eingegliedert.

## Verkehr
Barcikowo liegt an der verkehrstechnisch bedeutenden polnischen Landesstraße 51 (hier im Abschnitt der früheren deutschen Reichsstraße 134), die die russisch-polnische Staatsgrenze mit der Woiwodschaftshauptstadt Olsztyn (Allenstein) verbindet und als Schnellstraße S 51 weiter bis nach Olsztynek (Hohenstein) führt.
Die nächste Bahnstation ist Cerkiewnik (Münsterberg). Sie liegt an der PKP-Bahnlinie 221: Olsztyn Gutkowo–Braniewo.